# 凌云台
凌云台是魏文帝在黄初二年（221年）所建的一个楼台，位於魏都洛陽城宮城的西部，現已不存。（事可见《海录碎事》）
《世說新語》中曾記載該建築在設計建造時，將所有的建材重量都計算清楚，使之能保持平衡以及支撐穩固，以致於樓台雖然高峻，且有大風時會搖動，但不會倒塌，但魏明帝登上樓台覺得會搖動不穩，因此另外增加大的柱子，反而造成它最後無法支持重量而倒塌。